# Richard Bull
Richard William Bull, född 26 juni 1924 i Zion, Illinois, död 3 februari 2014 i Calabasas, Kalifornien, var en amerikansk skådespelare. Bull är främst känd för rollen som Nels Oleson i TV-serien Lilla huset på prärien.

## Filmografi i urval
- 1958 – Perry Mason (TV-serie)
- 1962–1965 – The Alfred Hitchcock Hour (TV-serie)
- 1964–1968 – Voyage to the Bottom of the Sea (TV-serie)
- 1966–1967 – The Andy Griffith Show (TV-serie)
- 1967 – Sheriffen i Tombstone
- 1968 – Äventyraren Thomas Crown
- 1968 – Mannen från U.N.C.L.E. (TV-serie)
- 1968–1974 – Mannix (TV-serie)
- 1969–1972 – Bröderna Cartwright (TV-serie)
- 1973 – Mannen med oxpiskan
- 1973 – Tre skott i Dallas – presidentmordet
- 1974–1983 – Lilla huset på prärien (TV-serie)
- 1983 – Little House: Look Back to Yesterday
- 1984 – Little House: Bless All the Dear Children
- 1984 – Little House: The Last Farewell
- 1985 – Spanarna på Hill Street (TV-serie)
- 1985–1988 – Highway to Heaven (TV-serie)
- 1989 – Paradise, Vilda västern (TV-serie)
- 1990 – Where Pigeons Go to Die (TV-film)
- 1999 – Cityakuten (TV-serie)